# Strada statale 553 di Atri
La  strada statale 553 di Atri (SS 553) è una strada statale italiana che collega la costiera teramana presso Silvi, con Teramo e gli altri comuni dell'entroterra teramano, come Atri, Castellalto, e Notaresco.

## Percorso
La strada ha origine dalla strada statale 80 del Gran Sasso d'Italia nei pressi della stazione di Notaresco. L'itinerario prosegue verso sud, raggiungendo l'abitato di Notaresco e innestandosi sulla strada statale 150 della Valle del Vomano. Dopo 800 metri in comune con tale strada, l'arteria continua il suo percorso procedendo in direzione sud-est, attraversando Fontanelle e Atri. Dopo aver superato questo centro abitato, la strada si avvicina alla costa, supera l'A14 Bologna-Taranto ed entra in Silvi Marina, dove si innesta sulla strada statale 16 Adriatica, al confine con la provincia di Pescara.
In seguito al decreto legislativo n. 112 del 1998, dal 2001 la gestione è passata dall'ANAS alla Regione Abruzzo che ha provveduto al trasferimento dell'infrastruttura al demanio della Provincia di Teramo.
Il 17 Ottobre 2017 torna ad essere strada statale tornando sotto il controllo dell'ANAS.